# Мурильо, Элькин
Элькин Антонио Мурильо Амор (исп. Elkin Antonio Murillo Amor; род. 20 сентября 1977 года в Медельине, Колумбия) — колумбийский футболист, полузащитник известны по выступлениям за «Атлетико Насьональ», «Депортиво Кали», «Индепендьенте Медельин» и сборную Колумбии.

## Клубная карьера
Мурильо начал свою карьеру в 1996 году в клубе «Депортес Киндио». За три сезона он не часто получал место в основном составе, поэтому в 1999 году он покинул команду и перешёл в «Индепендьенте Медельин». В новом клубе Элькин быстро стал футболистом основного состава. За полтора сезона он сыграл 84 матча и забил 16 мячей. Летом 2001 года Элькин подписал контракт с «Депортиво Кали». В Кали он провёл три сезона, приняв участие в более, чем ста встречах и забил 22 мяча. В 2004 году Мурильо принял приглашение эквадорского «ЛДУ Кито». Уже в следующем сезоне он выиграл первенство Эквадора, завоевав свой первый титул в карьере.
В 2007 году Элькин вернулся на родину, приняв приглашение «Атлетико Насьональ». В своем первом сезоне в новой команде он выиграл Кубок Мустанга. Вторую половину 2008 году Мурильо провел в перуанском «Спортинг Кристал», после чего вернулся в Эквадор, где заключил соглашение с «Текнико Университарио». 22 февраля 2009 года в матче против «Эмелека» он забил своей единственный мяч за «Университарио».
В 2010 году Мурильо вернулся на родину, где непродолжительное время выступал за «Депортес Киндио», «Депортес Толима» и «Депортиво Перейра». В 2012 году он подписал соглашение с командой «Кортулуа». 26 июля в матче против «Сентаурос» Элькин дебютировал за новый клуб. 9 сентября в поединке против «Хувентуда» Мурильо забил свой первый гол за новый клуб и помог ему добиться победы.

## Международная карьера
В 2001 году Мурильо дебютировал за сборную Коулмбии. В том же году он попал в заявку национальной команды на участие в Кубке Америки. Элькин выиграл турнир вместе со сборной трофей, приняв участие лишь в поединках против сборных Эквадора, Чили, Гондураса и Мексики.
В 2003 году Мурильо принял участие в Кубке Конфедераций. На турнире он сыграл во встречах против сборной Новой Зеландии и Камеруна. Колумбийцы заняли четвёртое место. В том же году Элькин участвовал в розыгрыше Золотого кубка КОНКАКАФ. На турнире он принял участие в одной встрече против сборной Бразилии.
В 2004 году Мурильо во второй раз поехал на Кубок Америки. Колумбийцы заняли четвёртое место, а Диас сыграл в поединках против сборных Коста-Рики, Боливии, Перу, Аргентины и Уругвая.
30 мая 2006 года в товарищеском матче против сборной Польши Мурильо забил свой первый и единственный мяч за национальную команду.

### Голы за сборную Колумбии
| #   | Дата        | Место           | Противник | Счёт | Результат | Соревнование      |
| --- | ----------- | --------------- | --------- | ---- | --------- | ----------------- |
| 01. | 30 мая 2006 | Шлёнски, Польша | Польша    | 1:0  | 2:1       | Товарищеский матч |

## Достижения
Командные
 «ЛДУ Кито»
- Чемпионат Эквадора по футболу — Апертура 2005

 «Атлетико Насьональ»
- Чемпионат Колумбии по футболу — Апертура 2007
- Чемпионат Колумбии по футболу — Финалисасьон 2007

Международные
 Колумбия
- Кубок Америки — 2001